# Khodjaly 613
Khodjaly 613 (azéri : Xocalı 613), une pièce musicale du compositeur français Pierre Thilloy dédiée à la mémoire des victimes du massacre de Khodjaly. Lors du massacre, les habitants de la ville azerbaïdjanaise de Khodjaly ont été massacrés par des groupes armés arméniens,,,.
L'œuvre a été écrite pour violon, balaban, percussion et orchestre à cordes. Le compositeur a utilisé des mélodies folkloriques de "Latchin" et "Mariée jaune" sur fond d'une riche marche militaire orchestrale et de sons de choc.

## Histoire
La pièce Khojaly 613 a été écrite par Pierre Thilloy en 2013 à la mémoire des 613 civils, tués par les forces armées arméniennes à Khodjaly, en Azerbaïdjan, le 26 février 1992, lors de la première guerre du Haut-Karabagh.
La création mondiale de la pièce Khojaly 613 a eu lieu à l'église Saint-Roch le 21 février 2013, dans le cadre des manifestations organisées par le représentant français de l'Association euro-azerbaïdjanaise (AEA) pour commémorer le 21e anniversaire de la massacre de Khodjaly. Environ 350 personnes, dont des sénateurs français, des membres de l'Assemblée nationale d'Azerbaïdjan et des ambassadeurs, ont assisté au concert,.
Le programme du concert a été interprété par le London "Orion" Orchestra sous la direction du chef d'orchestre et compositeur Laurent Petitgirard. La partie balaban du concert a été interprétée par le musicien Shirzad Fataliyev, et la partie de violon a été interprétée par la première diplômée azerbaïdjanaise de la Juilliard School de New York, la consultante culturelle de l'AEA Sebine Rahcheyeva.
Quelques jours plus tard, le 26 février, la première de la pièce Khodjaly 613 mise en scène par Laurent Petitgirard avec la même troupe avait lieu à Londres dans le cadre d'un concert dédié à la mémoire des victimes du massacre de Khodjaly. Plus de 500 auditeurs, dont des députés et des diplomates, ont assisté au concert, qui a eu lieu sur la place Saint John Smith, à côté de l'édifice du Parlement. Le concert était organisé par AEA.

## Réactions
Le compositeur britannique Robert Hugill a publié un article sur le massacre de Khodjaly sur la page Web de la musique classique mondiale et a mentionné l'œuvre du compositeur français Pierre Thilloy Khojaly 613.